# سیارک ۲۱۵۵۵
سیارک ۲۱۵۵۵ (به انگلیسی: 21555 Levary، نامگذاری:1998QF70) بیست و یک هزار و پانصد و پنجاه و پنجمین سیارک کشف شده‌است که در ۲۴ اوت ۱۹۹۸ کشف شد.
قدر مطلق سیارک برابر ۴۲.۶ است.